# Souselas e Botão
Souselas e Botão (llamada oficialmente União das Freguesias de Souselas e Botão) es una freguesia portuguesa del municipio de Coímbra, distrito de Coímbra.

## Historia
Fue creada el 28 de enero de 2013 en aplicación de una resolución de la Asamblea de la República de Portugal promulgada el 16 de enero de 2013 con la unión de las freguesias de Botão y Souselas, pasando su sede a estar situada en la antigua freguesia de Souselas.

## Demografía
| Gráfica de evolución demográfica de Souselas e Botão entre 2011 y 2021 |
|                                                                        |
| Datos según el nomenclátor publicado por el INE portugués.             |